# Майна велика
Ма́йна велика (Acridotheres grandis) — вид горобцеподібних птахів родини шпакових (Sturnidae). Мешкає в Південно-Східній Азії.

## Опис

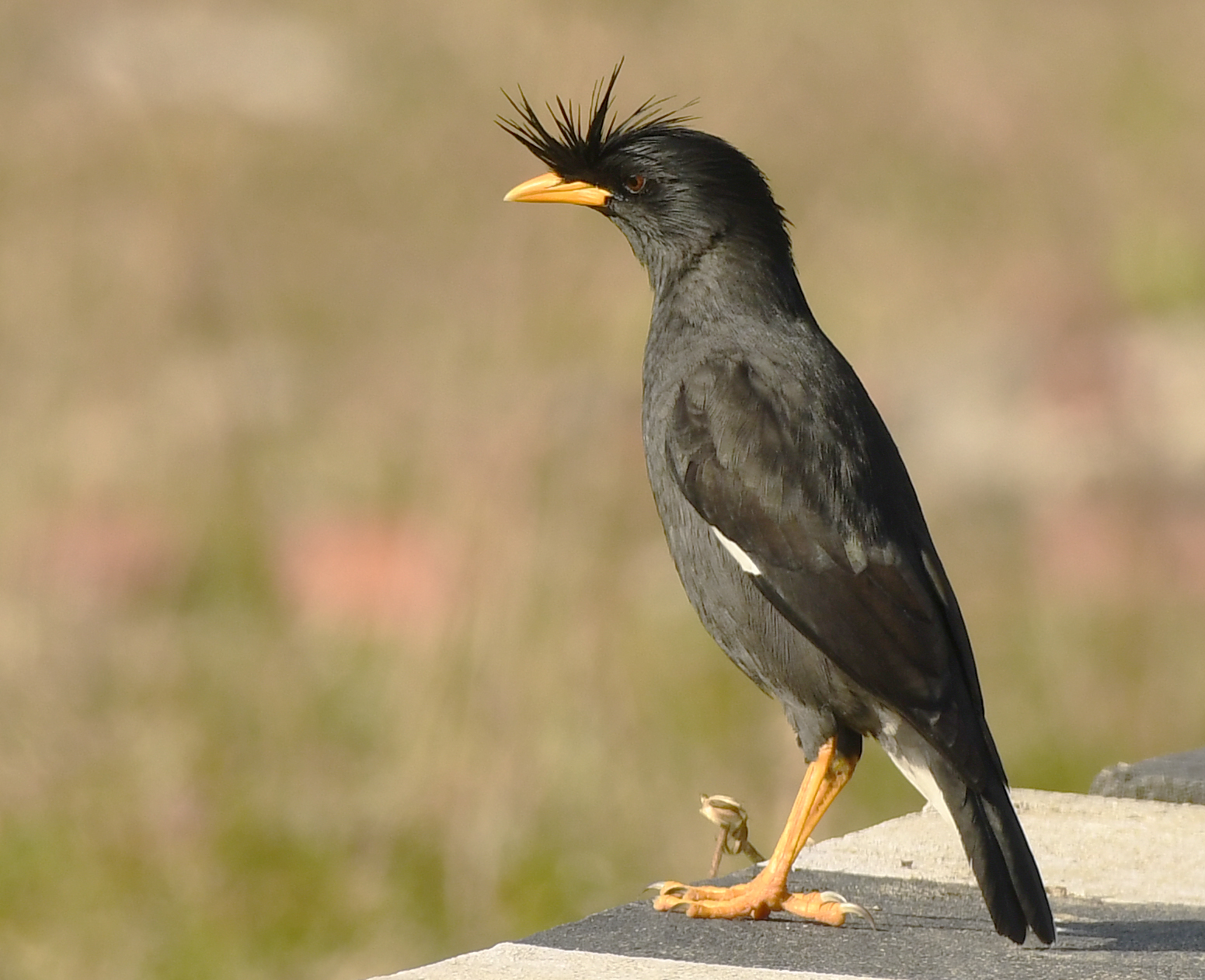
Велика майна

Довжина птаха становить 24,5-27,5 см. Забарвлення переважно чорне, нижня частина тіла більш сіра. Гузка і нижні покривні пера хвоста білі, на крилах білі плями, стернові пера мають білі кінчики. Очі темно-червонувато-карі, дзьоб і лапи жовтувато-оранжеві. Пера над дзьобом направлені догори, формуючи чуб. Молоді птахи мають більш коричневе забарвлення.

## Поширення і екологія
Великі майни мешкають у Північно-Східній Індії (на схід від Західного Бенгала), в південному Бутані, Бангладеш, М'янмі, Південному Китаї (Юньнань, Гуансі), Таїланді, Лаосі, В'єтнамі, Камбоджі, локально на Малайському півострові, куди вони були інтродуковані в історичний час. Вони живуть на луках, болотах і пасовищах, а також в садах.